# بطاقة تجارة
بطاقة التجارة هي بطاقة صغيرة، تُشبه بطاقة الزيارة، كانت تُستخدم سابقًا للإعلان عن الشركات. وكانت تطبع بحجم أكبر من حجم بطاقات العمل الحديثة، ويمكن أن تكون مستطيلة أو مربعة، وغالبًا ما كانت تحمل خرائط مفيدة لتحديد مواقع الشركات قبل آلية ترقيم المنازل. لقد انتشرت هذهِ البطاقات لأول مرة في أواخر القرن السابع عشر في باريس وليون ولندن.

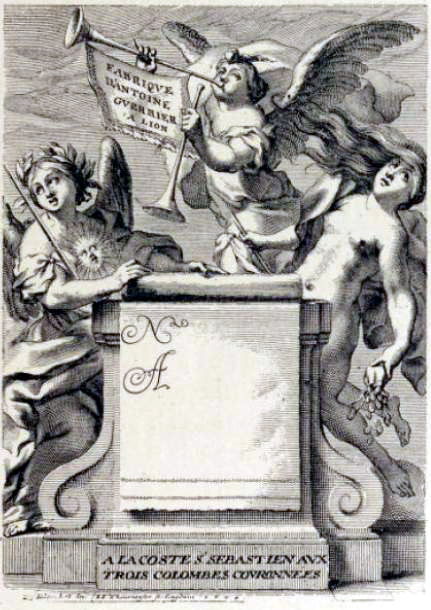
واحدة من أقدم بطاقات التجارة، طُبعت في ليون وصممها توماس بلانشيت في عام 1674 لصالح شركة أنطوان جيرير

## تعريف
يشير مصطلح "بطاقات التجارة" إلى مجموعة متنوعة من المنتجات المصنوعة من الورق أو الكرتون بأحجام وأشكال مختلفة. تطورت بطاقات التجارة بطرق مختلفة في بريطانيا وأمريكا وأوروبا، مما أدى إلى تنوع كبير في شكلها وتصميمها. ومن السمات المميزة لبطاقة التجارة أنها قطعة صغيرة مطبوعة، يستخدمها التجار لتقديمها لعملائهم كوسيلة مساعدة على الحفظ. كانت بطاقات التجارة صغيرة بما يكفي لحملها في جيب الرجل أو حقيبة المرأة.

## تاريخ
في معناها الأصلي، يشير مصطلح "التجارة" في بطاقات التجارة إلى استعمالها من قِبل صاحب العمل للإعلان عن تجارته ومبيعاتهِ أو مجال عمله. استُخدمت بطاقات التجارة على نطاق واسع من قِبل تجار التجزئة والتجار منذ أواخر القرن السابع عشر تقريبًا في باريس وليون ولندن. في الفترة التي سبقت وسائل الإعلام، استُخدمت كإعلانات وخرائط تُرشد الجمهور إلى متاجر التجار (لم يكن هناك نظام رسمي لترقيم عناوين الشوارع في ذلك الوقت). وتُعد بطاقة التجارة مثالًا مبكرًا على بطاقات العمل الحديثة. انتشر استخدام بطاقات التجارة في أمريكا على نطاق واسع منذ منتصف القرن التاسع عشر في الفترة التي أعقبت الحرب الأهلية الأمريكية.
لم تكن بطاقات التجارة الأولى بطاقاتٍ على الإطلاق، بل كانت تُطبع على ورقٍ دون رسومٍ توضيحية. لاحقًا، طُبعت على بطاقاتٍ أكبر حجمًا، وكانت تحمل عادةً اسم التاجر وعنوانه، وقبل شيوع ترقيم المنازل والشوارع، كانت غالبًا ما تتضمن تعليماتٍ مُفصّلة حول كيفية تحديد موقع المتجر أو المبنى. مع ظهور النقش والطباعة الحجرية ضمن التداول التجاري، صارت الرسوم التوضيحية سمةً أساسيةً حتى في أبسط بطاقات التجارة. وفي نهاية المطاف، تطورت بطاقات التجارة إلى بطاقات عمل، والتي لا تزال تُستعمل حتى اليوم.
لقد أراد تجار القرن الثامن عشر بطاقاتٍ ذات طابعٍ مميزٍ وراقي. ولذلك، استعانوا غالبًا بمصممين ونقّاشين بارزين لتصميم بطاقاتهم. على سبيل المثال، في عام 1738، عندما غيّر تاجر الفن الباريسي الرائد، آدم فرانسوا جيرسانت، اسم شركته إلى "أ لا باجود"، استعان بالنقّاش فرانسوا بوشيه لتصميم بطاقتهِ. في عام 1767، صمم الرسام الفرنسي غابرييل دي سانت أوبين بطاقة تجارية لتاجر الحديد بيرييه، الذي كان يقع مقر عمله عند لافتة رأس المغربي في كواي دي لا ميجيسيري في باريس.
ومن بين الفنانين الآخرين الذين قبلوا عمولات لبطاقات تجارية: هوغارث، وبارتولوزي، وبيويك. لقد أدى الطلب على بطاقات التجارة، وكذلك على الفهارس، إلى زيادة الطلب على الخدمات الإبداعية مثل الحفر والنقش وصناعة الطباعة في النصف الأول من القرن الثامن عشر.
أمثلة على نماذج من بطاقات التجارة:

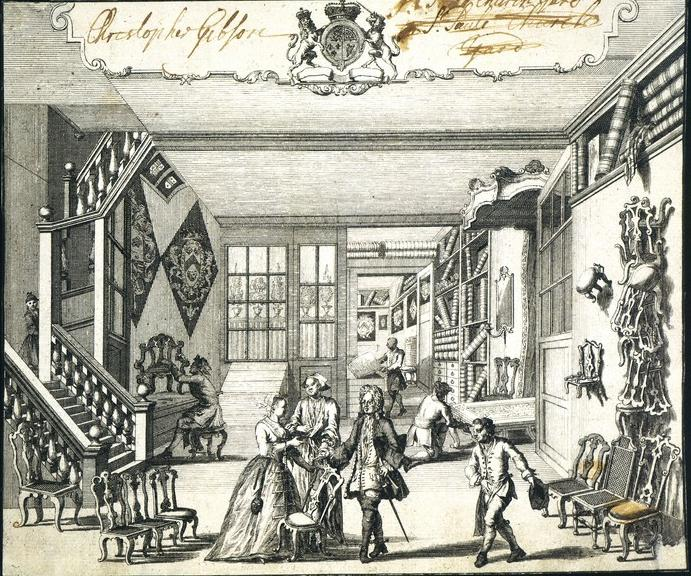
بطاقة تجارة لمعرض أثاث في لندن، 1730–1742
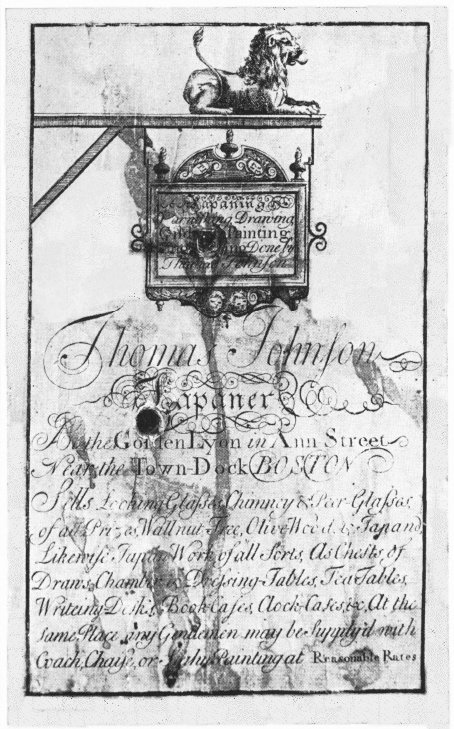
بطاقة تجارة لتوماس جونسون، لندن 1732
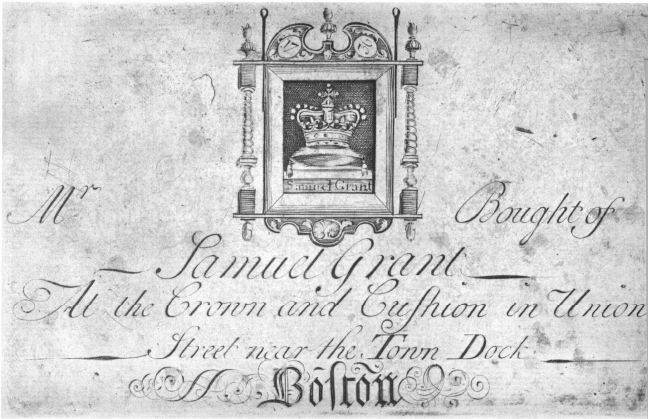
بطاقة تجارة لصمويل غرانت في بوسطن 1736
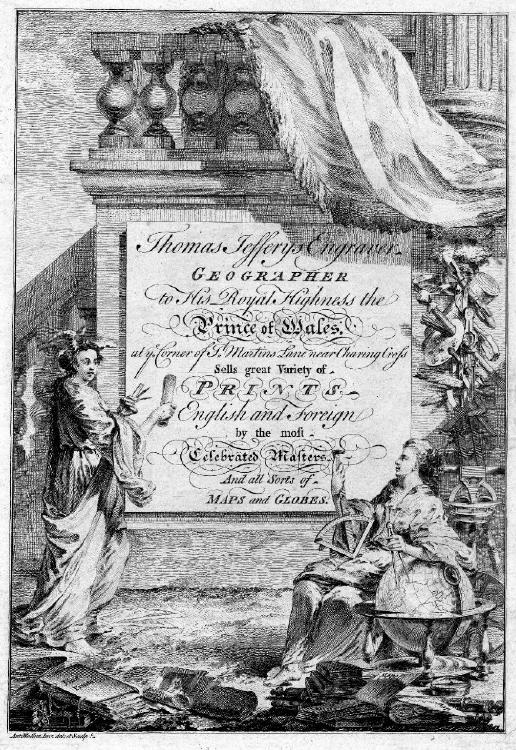
بطاقة تجارة لتوماس جيفري 1750
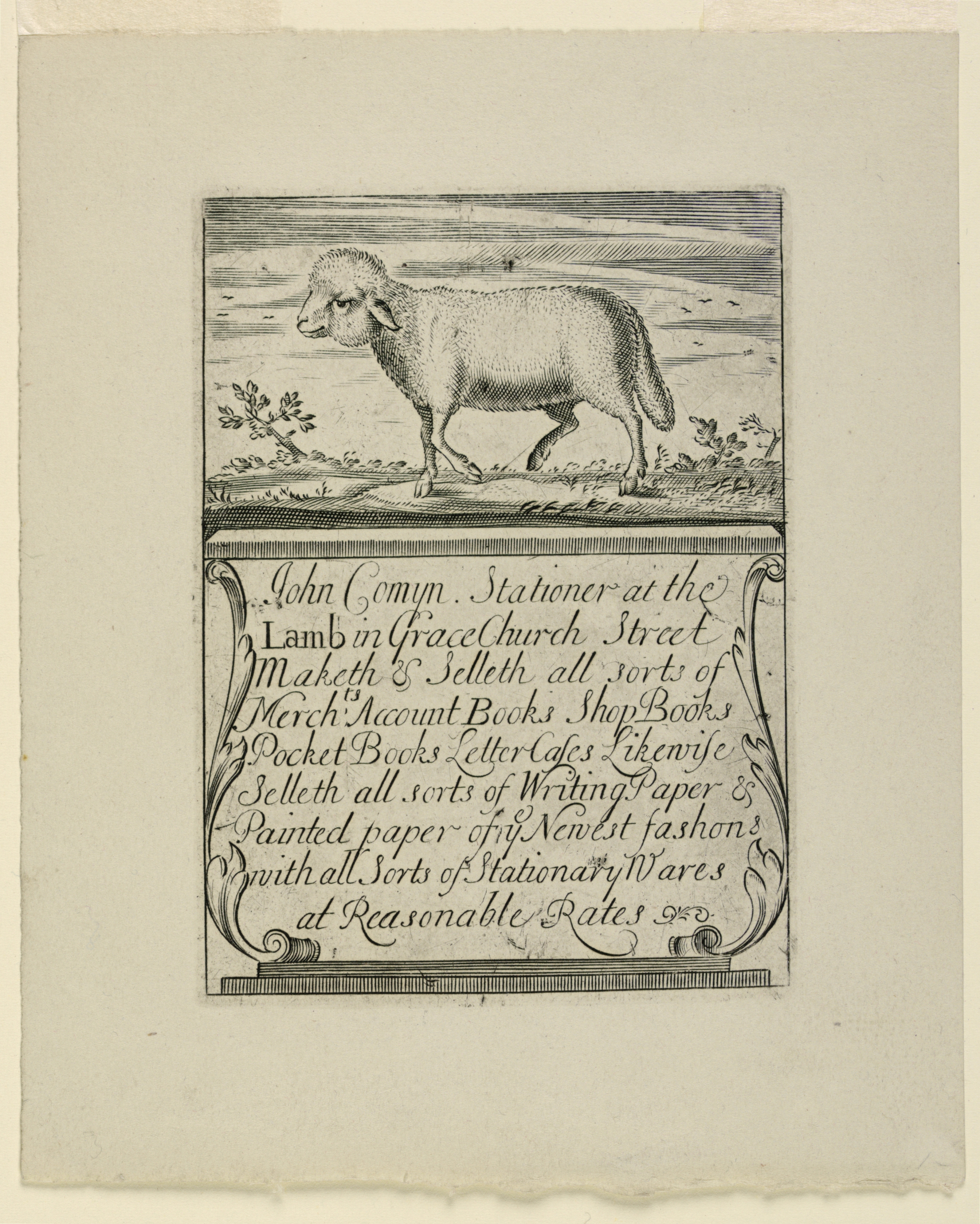
بطاقة تجارة من لندن بحدود عام 1750
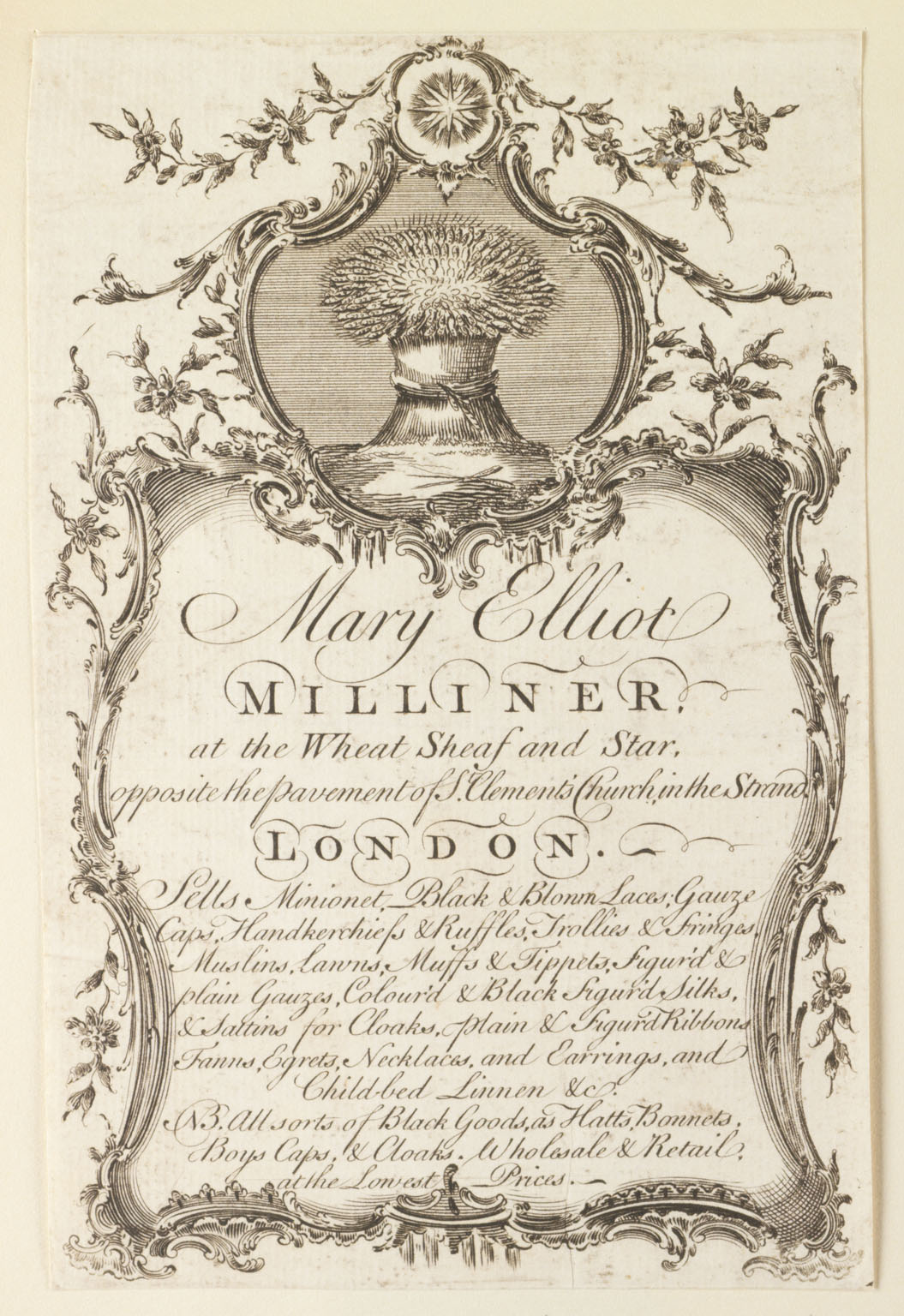
بطاقة تجارة لماري إليوت، 1757
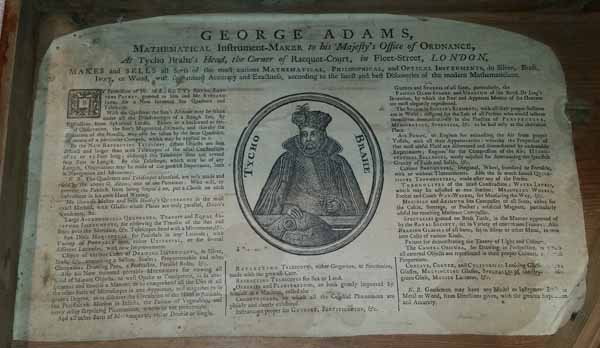
بطاقة تجارة لجورج آدمز، صانع أدوات، التاريخ غير معروف لكن قبل 1773

بفضل ظهور الطباعة الحجرية الحديثة والطباعة متعددة الألوان، دخلت بطاقات التجارة عصرها المزدهر في أواخر القرن التاسع عشر.
بدأت الشركات في ابتكار تصاميم متطورة بشكل متزايد، باستخدام الطباعة الملونة. وتخصصت بعض الشركات الأمريكية في إنتاج وطبع بطاقات مطبوعة، عادةً ما تحمل صورة على أحد وجهيها ومساحة على الوجه الآخر لإضافة كتابة أو معلومات خاصة.
حوالي عام 1850، استخدم أريستيد بوسيكوت، مؤسس متجر "أو بون مارشيه" متعدد الأقسام، الطباعة الملونة بفعالية كبيرة عندما انتهز فكرة استخدام الطباعة الحجرية الملونة الجديدة لتقديم مطبوعات إعلانية ملونة أسبوعية للأطفال برفقة آبائهم. حققت هذهِ الخطة نجاحًا باهرًا، وسرعان ما اقتدت بها متاجر باريسية أخرى. وسرعان ما تبعتها بطاقات "لا بيل جاردينير" و"لا جاليري لافاييت".
أثارت التصاميم الجذابة والملونة شغفًا بجمع بطاقات التداول، التي أصبحت هواية شائعة في أواخر القرن التاسع عشر. ومع دخولها مجال الجمع، ظهرت بطاقات التداول، التي أصبح معناها الآن تبادل البطاقات بين هواة جمع البطاقات. تطورت بعض البطاقات، وخاصة تلك التي تنتجها شركات التبغ والتي تحمل صور لاعبي كرة القاعدة، لاحقًا إلى مقتنيات ثم فقدت وظيفتها كإعلانات تجارية.

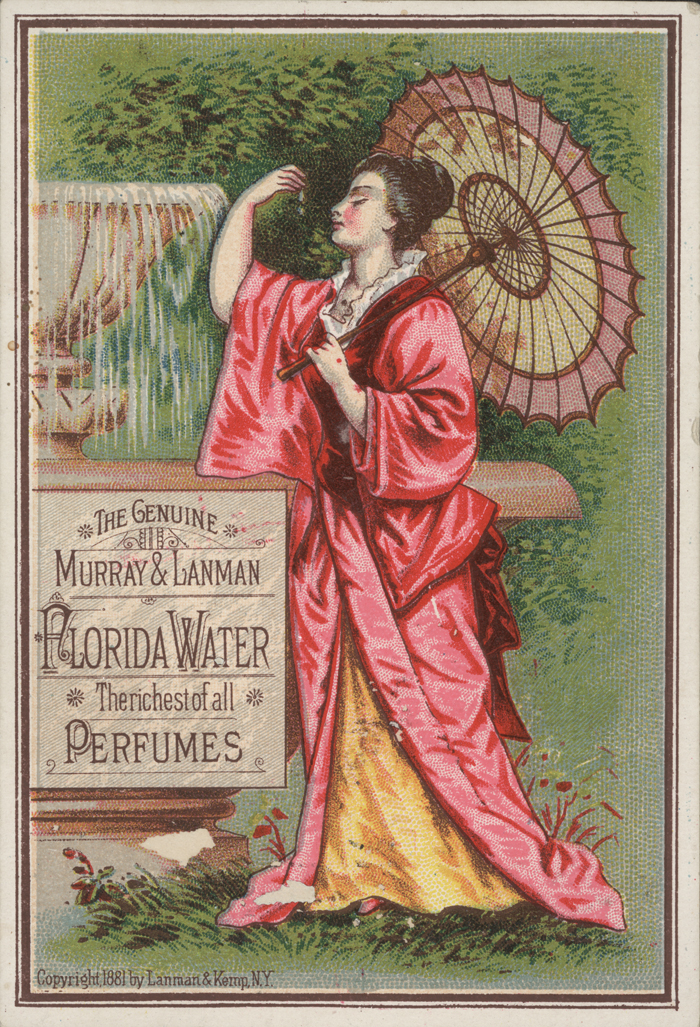
بطاقة إعلانية مطبوعة بالطباعة الحجرية من موراي آند لانمان، كولونيا فلوريدا ووتر
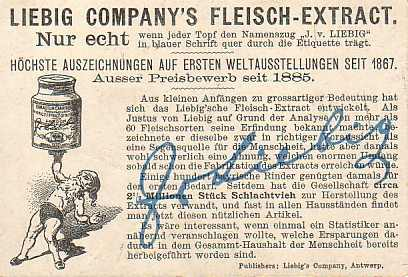
ظهر بطاقة تجارية ألمانية من ليبج لاستخراج اللحوم من عام 1885
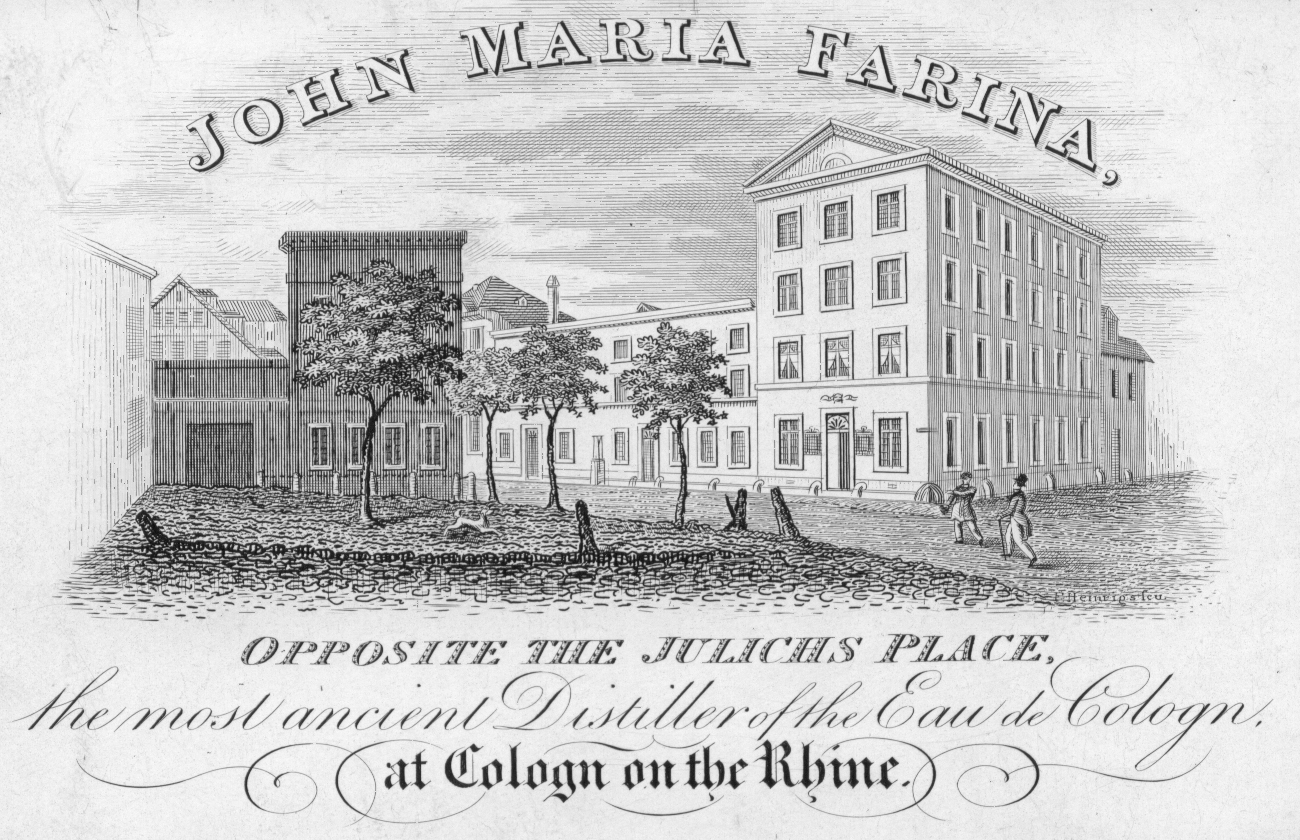
بطاقة تجارية باللغة الإنجليزية من أوائل القرن التاسع عشر لجون ماريا فارينا، صانع الكولونيا، تُظهر منزل فارينا، كولونيا

أدى الاهتمام بجمع بطاقات التجارة إلى بقاء العديد منها. ويمكن العثور على مجموعات من بطاقات التجارة النادرة، التي يعود تاريخها إلى القرن السابع عشر والتاسع عشر، في المكتبة البريطانية، ومكتبة بودليان في أكسفورد، وقصر واديسدون في باكينجهامشير. ومن المجموعات المهمة الأخرى لبطاقات التجارة الطبية مجموعة ويلكوم.

## اقرأ أيضاً
- Kit Barry, Reflections: Ephemera from Trades, Products, and Events,  [Vols. I and II], Kit Barry Ephemera Auctions, Brattleboro, VT, 1993, 1994
- Maxine Berg and Helen Clifford, "Selling Consumption in the Eighteenth Century: Advertising and the Trade Card in Britain and France," Cultural & Social History (2007) 4#2 pp 145–170
- Robert Jay, The Trade Card in Nineteenth-Century America, Columbia, University of Missouri Press, 1987.